# Dybvad
Dybvad ist eine dänische Ortschaft in Vendsyssel mit 603 Einwohnern (Stand 1. Januar 2025). Sie gehört zur Kommune Frederikshavn, Region Nordjylland, und zählt zum Kirchspiel Skæve Sogn.
Etwas westlich von Dybvad bohrte das französische Mineralölunternehmen Total seit März 2015 nach Schiefergas. Die Probebohrungen wurden im August 2015 vorerst eingestellt, obwohl die staatliche Lizenz noch bis Juni 2016 Gültigkeit behält. Das Fracking fand unter den Protesten von Umweltaktivisten und Anwohnern statt.

## Geschichte
Dybvad lag bis 1970 in der Harde Dronninglund Herred in Hjørring Amt. Mit der Kommunalreform 1970 kam es zur Kommune Sæby, die 2007 ein Teil der neuen Kommune Frederikshavn wurde.
Von 2005 bis 2014 arrangierten drei Dybvader Sportvereine jährlich im August ein Open-Air-Musikfestival.